# Comitato Comunista Autonomo
 (janvier 2018).
Si vous disposez d'ouvrages ou d'articles de référence ou si vous connaissez des sites web de qualité traitant du thème abordé ici, merci de compléter l'article en donnant les références utiles à sa vérifiabilité et en les liant à la section « Notes et références ».
Le Comitato Comunista Autonomo (français : Comité Communiste Autonome) est un groupe autonome milanais fondé en 1974.

## Histoire
Le Comitato Comunista Autonomo est une scission de Lotta Continua provenant de la fusion entre deux groupes internes  : La Fraction et Le Courant.
En décembre 1974, le Comité Communiste Autonome fusionne avec Potere operaio pour donner naissance au Comitato Comunista per il Potere Operaio.